# A magyar jégkorong-válogatott mérkőzései 2012-ben
A magyar férfi jégkorong-válogatott 2012-ben a következő tornákon vett részt:
- A szlovéniai rendezésű IIHF divízió I-es jégkorong-világbajnokság, ahol a harmadik helyen végzett.
- A budapesti rendezésű Olimpiai Selejtező Tornán (a 2014. évi téli olimpiai játékok selejtezője), ahol 2. helyen végzett (nem jutott tovább az utolsó selejtező körbe).

## Eredmények
Barátságos mérkőzés
| 745. mérkőzés 2012. április 7. 17:30 | Magyarország                             | 4 – 2                         | Lengyelország             | Budapest Nézőszám: 1490 Játékvezetők: Gebei Babic |
| 745. mérkőzés 2012. április 7. 17:30 | Kovács 5' Sofron 16' Hári 21' Vas M. 33' | (2:0, 2:1, 0:1) (Jegyzőkönyv) | Sarnik 21' Urbanowicz 49' | Budapest Nézőszám: 1490 Játékvezetők: Gebei Babic |

Barátságos mérkőzés
| 746. mérkőzés 2012. április 8. 16:00 | Magyarország                           | 4 – 1                         | Lengyelország | Budapest Nézőszám: 1260 Játékvezetők: Kincses Halassy |
| 746. mérkőzés 2012. április 8. 16:00 | Kovács 32' 40' Sikorcin 43' Vas J. 57' | (0:1, 2:0, 2:0) (Jegyzőkönyv) | Kapica 13'    | Budapest Nézőszám: 1260 Játékvezetők: Kincses Halassy |

Divízió I-es jégkorong-világbajnokságon
| 747. mérkőzés 2012. április 15. 13:00 (CET) | Japán        | 1 – 5                         | Magyarország                                           | Ljubljana Játékvezetők: Rantala |
| 747. mérkőzés 2012. április 15. 13:00 (CET) | Yanadori 58' | (0:2, 0:2, 1:1) (Jegyzőkönyv) | Magosi 6' Horváth 13' Sofron 34' Kovács 40' Mihály 56' | Ljubljana Játékvezetők: Rantala |

Divízió I-es jégkorong-világbajnokságon
| 748. mérkőzés 2012. április 16. 13:00 (CET) | Magyarország                         | 3 – 1                         | Ukrajna            | Ljubljana Játékvezetők: Kubus |
| 748. mérkőzés 2012. április 16. 13:00 (CET) | Galanisz 11' Sikorcin 12' Vas J. 59' | (2:0, 0:0, 1:1) (Jegyzőkönyv) | Pobiedonostsev 44' | Ljubljana Játékvezetők: Kubus |

Divízió I-es jégkorong-világbajnokságon
| 749. mérkőzés 2012. április 18. 20:00 (CET) | Szlovénia                                      | 4 – 1                         | Magyarország | Ljubljana Játékvezetők: Radovin |
| 749. mérkőzés 2012. április 18. 20:00 (CET) | Sabolic 3' Gregorc 27' D. Rodman 28' Ticar 48' | (1:0, 2:0, 1:1) (Jegyzőkönyv) | Vas M. 51'   | Ljubljana Játékvezetők: Radovin |

Divízió I-es jégkorong-világbajnokságon
| 750. mérkőzés 2012. április 19. 16:30 (CET) | Magyarország           | 2 – 7                         | Ausztria                                                                 | Ljubljana Játékvezetők: Odins |
| 750. mérkőzés 2012. április 19. 16:30 (CET) | Galanisz 5' Vas M. 11' | (2:1, 0:2, 0:4) (Jegyzőkönyv) | Geier 7' Unterluggauer 23' 52' Latusa 39' 54' Harand 44' Baumgartner 56' | Ljubljana Játékvezetők: Odins |

Divízió I-es jégkorong-világbajnokságon
| 751. mérkőzés 2012. április 21. 16:30 (CET) | Magyarország                              | 4 – 5                         | Nagy-Britannia                                 | Ljubljana Játékvezetők: Odins |
| 751. mérkőzés 2012. április 21. 16:30 (CET) | Vas M. 4' Kovács 7' Sofron 22' Mihály 37' | (2:2, 2:2, 0:1) (Jegyzőkönyv) | Phillips 2' Dowd 18' 49' Fussey 35' Clarke 40' | Ljubljana Játékvezetők: Odins |

Olimpiai Selejtező tornán
| 752. mérkőzés 2012. november 9., péntek 19:00 (CET) | Litvánia      | 1 – 5                                                            | Magyarország                        | Budapest Nézőszám: 4350 Játékvezetők: Jonak, Blaha, Dalton |
| 752. mérkőzés 2012. november 9., péntek 19:00 (CET) | Kuliešius 27' | (0:2, 1:3, 0:0) (Jegyzőkönyv) Magyarország-Litvánia 5-1. YouTube | Benk 3' Vas M. 15' 34' Hári 22' 32' | Budapest Nézőszám: 4350 Játékvezetők: Jonak, Blaha, Dalton |

Olimpiai Selejtező tornán
| 753. mérkőzés 2012. november 10., szombat 17:30 (CET) | Magyarország | 13 – 0                                                                | Horvátország | Budapest |
| 753. mérkőzés 2012. november 10., szombat 17:30 (CET) | BARTALIS István 5' VAS Márton 10' MIHÁLY Árpád 12' 56' SOFRON István 13' 16' SIKORCIN Ladislav 17' 40' KOVÁCS Csaba 32' LADÁNYI Balázs 36' 48' VAS János 49' MAGOSI Bálint 51' | (6:0, 3:0, 4:0) (Jegyzőkönyv) Magyarország-Horvátország 13:0. YouTube |              | Budapest |

Olimpiai Selejtező tornán
| 754. mérkőzés 2012. november 11., vasárnap 17:30 (CET) | Magyarország                                                                                         | 6 – 7 BÜ                                | Hollandia | Budapest Nézőszám: 6125 Játékvezetők: JONAK Peter, BLAHA Jaromir, DALTON Andrew |
| 754. mérkőzés 2012. november 11., vasárnap 17:30 (CET) | HÁRI János 8' SIKORCIN Ladislav 22' MIHÁLY Árpád 32' VAS Márton 37' VAS János 55' LADÁNYI Balázs 56' | (1:3, 3:1, 2:2, 0-0, 0-1) (Jegyzőkönyv) | POSTMA Marco 12' VAN DEN HEUVEL Ivy 16' BRUIJSTEN Kevin 20' JOLY Raphael 23' DE JONG Nick 49' VAN OORSCHOT Jordy 59' HAGEMEIJER Diederick BÜ' | Budapest Nézőszám: 6125 Játékvezetők: JONAK Peter, BLAHA Jaromir, DALTON Andrew |